# Sandhamn, Karlskrona kommun
Sandhamn är en by i Torhamns socken i Karlskrona kommun i Blekinge län. Sandhamn ligger strax öster om tätorten Torhamn.

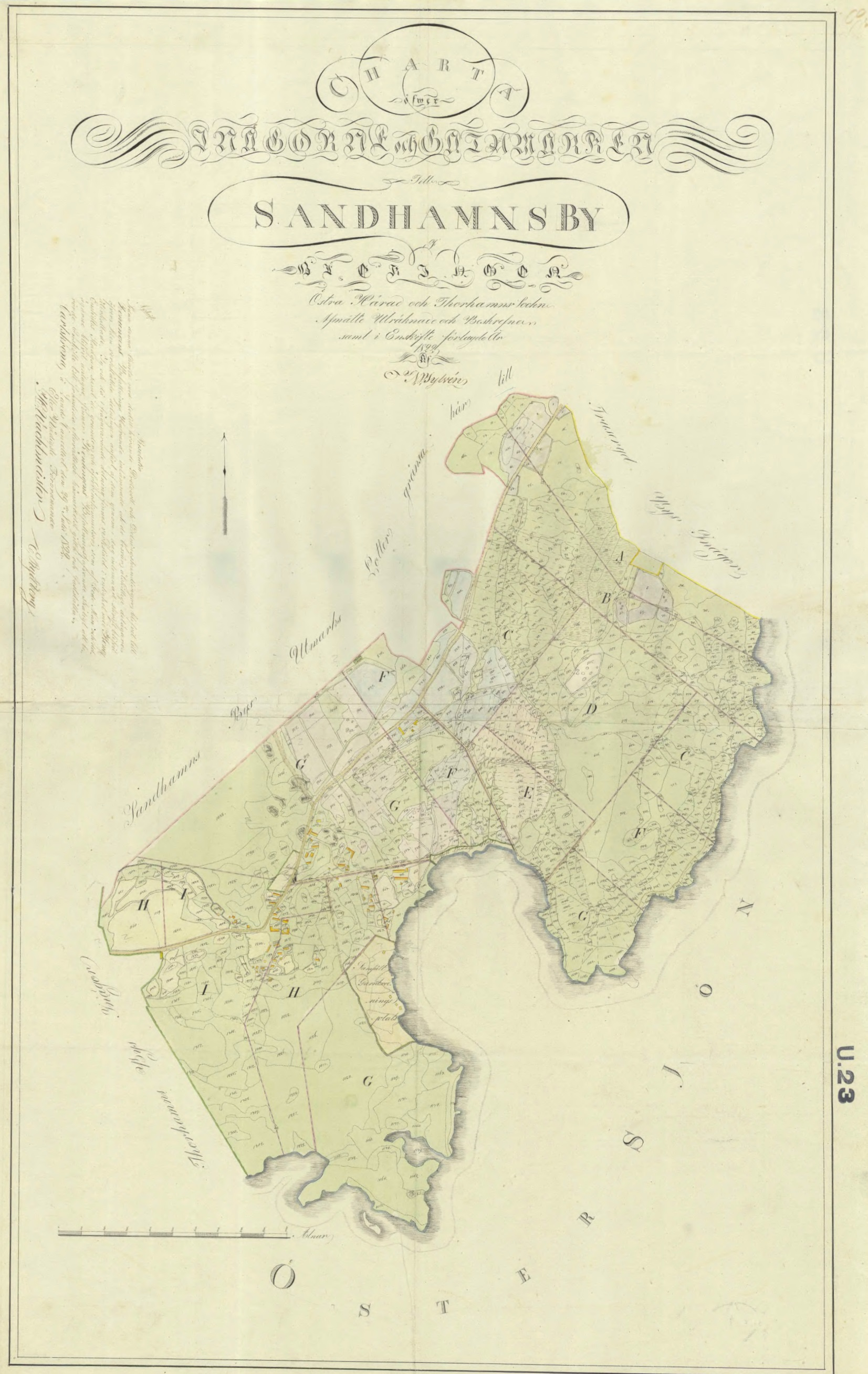
Historisk karta över Sandhamn från 1819